# 존 파월 (육상 선수)
존 게이츠 파월(John Gates Powell, 1947년 6월 25일~2022년 8월 18일)은 미국의 육상 선수로 원반던지기에서 활약하였다.

## 생애
미국 샌프란시스코에서 태어난 파월은 신장 188cm(6ft 2in), 체중 110kg(243lb)이다. 1972년 하계 올림픽에서 4위를 차지했으며, 1975년에 69.08m으로 세계 신기록을 세웠다. 그의 개인 전력은 1984년에 이룬 71.26m이며, 스포츠 사상 처음으로 상연자 명단에 9위로 들어왔다.
파월은 4번이나 미국 올림픽 대표팀의 일원이었다. 1972년 뮌헨 올림픽에 나가 4위를 기록하다가, 4년 후 1976년 몬트리올 올림픽에서 동메달을 땄다. 미국 대표팀이 불참한 1980년 모스크바 올림픽에 선발되었다가, 8년 만에 1984년 로스앤젤레스 올림픽에 복귀해 다시 동메달을 획득하였다.
1987년 어떤 육상 경연들이 국제 수준에 그의 마지막 경연이 되어오고, 그러고나서 아파르트헤이트 정책 시기의 남아프리카 공화국에 금지된 육상 순회 경기에 출전한 후 대부분의 국제대회로부터 추방되었다.
파월은 여전히 자신의 동료 선수들과 함께 몇몇의 해마다 투척 진영들을 운영하고 있으며 또한 거의 1주마다 네바다 대학교 라스베이거스에서 챔피언 수준의 젊은 투척 선수들을 가르치고 있었다.
2019년 미국 육상 명예의 전당으로 헌액되었다.
2022년 8월 18일 라스베이거스에서 75세의 나이로 사망하였다.